# غونتر كالتينبرونر
غونتر كالتينبرونر (بالألمانية: Günter Kaltenbrunner)‏ هو لاعب كرة قدم نمساوي في مركز الهجوم، ولد في 28 يوليو 1943 في زنويمو في جمهورية التشيك. شارك مع منتخب النمسا لكرة القدم. أما مع النوادي، فقد لعب مع أدميرا فاكر مودلينغ ورابيد فيينا ونادي نيس.

## وصلات خارجية
- غونتر كالتينبرونر على موقع قاعدة بيانات كرة القدم.إي يو (الإنجليزية)
- غونتر كالتينبرونر على موقع ناشيونال فوتبول تيمز (الإنجليزية)